# Dywizja Zapasowa D
Dywizja Zapasowa D (niem. Feldersatz-Division D) – jedna z niemieckich dywizji zapasowych. 
Utworzona w sierpniu 1941 roku w XI Okręgu Wojskowym do nadzorowania uzupełnień wojsk na froncie wschodnim. W styczniu 1942 roku rozwiązana. Ponownie sformowana w tym samym roku i rozwiązana 1943 roku. 
Dowódcy
- generał major Franz Seuffert (1941)
- generał porucznik Hermann Böttcher (1942)

Skład w 1941
- Pułk Zapasowy D/1 (Feldersatz-Regiment D/1)
- Pułk Zapasowy D/2 (Feldersatz-Regiment D/2)
- Pułk Zapasowy D/3 (Feldersatz-Regiment D/3)
- Pułk Zapasowy D/4 (Feldersatz-Regiment D/4)

Skład w 1942
- identyczny jak w 1941, z tym, że Pułk Zapasowy D/4 nie wchodził już w skład dywizji.